# 霍州油菜
霍州油菜（学名：Thermopsis chinensis）为豆科野决明属下的一个种。其中文名称来自清代道光年间时任山西巡抚吴其浚的著作《植物名实图考》。